# Urzhar (ort i Kazakstan)
Urzhar (kazakiska: Uryzhar) är en ort i Kazakstan.   Den ligger i oblystet Östkazakstan, i den östra delen av landet, 900 km sydost om huvudstaden Astana. Urzhar ligger 479 meter över havet och antalet invånare är 14 826.
Terrängen runt Urzhar är platt. Runt Urzhar är det mycket glesbefolkat, med 7 invånare per kvadratkilometer. Det finns inga andra samhällen i närheten. Trakten runt Urzhar består i huvudsak av gräsmarker.